# ويلسون مانافا
ويلسون ميجيس مانافا يانكو (من مواليد 23 يوليو 1994)، المعروف باسم مانافا، هو لاعب كرة قدم برتغالي محترف يلعب في نادي بورتو كجناح أيمن أو ظهير.